# 부여 서씨
부여 서씨(扶餘徐氏)는 충청남도 부여군을 본관으로 하는 한국의 성씨이다. 시조는 백제 의자왕의 아들 부여융(扶餘隆)이다.

## 역사
시조는 백제 의자왕의 첫째(혹은 셋째 아들이라고도 함, 아직도 학계의 설이 분분함) 아들 부여융(扶餘隆)이다. 660년(의자왕 20)에 백제가 나당(羅唐) 연합군에 패한 뒤에 멸망되어 의자왕과 태자 등 2,000여명은 당나라에 압송되었다. 당나라 고종은 의자왕에게 금자광록대부(金紫光祿大夫)의 품계를 내리고, 아들 부여융에게 서씨의 성을 하사하여 본국으로 보냈다고 한다. 부여서씨의 문호는 열렸으나, 그 후 세계는 알 수 없었는데 서융의 원손으로 고려 때 병부상서(兵部尙書)를 지내고 태원군(太源君)에 봉해진 서존(徐存)을 1세조로 받들고 부여를 본관으로 삼아 세계를 이어오고 있다. 서존의 11대손은 서수손(徐秀孫)이다.

## 인물
- 서익(徐益, 1542 ~ 1587년) : 본관은 부여(扶餘). 자 군수(君受), 호 만죽(萬竹), 만죽헌(萬竹軒). 아버지는 진사 서진남(徐震男)이며, 어머니는 광주이씨(廣州李氏)로 직제학 이약해(李若海)의 딸이다. 1554년(명종 9) 13세 때 향시(鄕試)에 장원하고, 1564년 생원시에 1등 5인중에 2위으로에 합격하였다. 1569년(선조 2) 별시문과에 병과로 급제, 예조, 병조·이조좌랑, 병조정랑, 교리,수찬,군기경차관, 종부시첨정, 함경북도 순문관, 사인(舍人)을 역임하고, 외직으로 고창현감, 안동부사, 평양서윤, 서천군수·의주목사 등을 지냈다. 문장과 도덕, 그리고 기절(氣節)이 뛰어나 삼당시인, 팔문장, 정철과 더불어 이십팔숙회라 칭하여졌고, 이이(李珥)·정철(鄭澈)로부터 지우(志友)로 인정받았으며, 1585년 5월 의주목사 재직시 박순, 정철, 이이 등 변호하는 상소를 올렸다가 동인의 탄핵을 받아 벼슬을 내렸놓고 고향으로 돌아왔다. 충청남도 은진(恩津)의 갈산사(葛山사)에 배향되었다가 임진왜란으로 불타 우암 송시열이 현 가야곡면 산노리에 효암서원에 배향되었다가 다시 가야곡면 육곡리 행림사에 모셔져 있다. 저서로는 『만죽헌집(萬竹軒集)』 1권과 시조 2수가 있다. 유품으로 장검1점, 옥피리 1점이 전해지고 있으며 시조2수는 청구영언, 국조시산, 기아 등 실려있으며 야담 및 일화 다수가 야사로 전해지고 있다.
- 서필원(徐必遠, 1614년 ~ 1671) : 1648년 문과에 병과로 급제하여 1669년 형조판서를 거쳐 1671년 병조판서가 되었다. 왕에게 직언을 잘하여 당대의 오직(五直)이라 불렸다. 시호는 정의(貞毅)이다.
- 서성(徐晟, 1942년 ~ ) : 대법원 대법관
- 서한범(徐漢範, 1945년 ~ ) : 단국대학교 국악과 교수
- 서승직(徐承稷, 1949년 ~ ) : 인하대학교 건축공학과 교수
- 서승진(徐承鎭, 1953년 ~ ) : 대한민국 제24대 산림청장
- 서정식(徐廷植, 1952년 ~ ) : 전 대한소방공제회(이사장), 전 인천광역시청(소방방재본부 본부장)
- 서의식(徐毅植, 1956년 ~ ) : 서울대학교 역사교육과 교수
- 서희석(徐熙錫, 1968년 ~ ) : 부산대학교 법학전문대학원 교수

## 과거 급제자
부여 서씨는 조선시대 문과 급제자 4명을 배출하였다.
문과
서도유(徐道裕) 서익(徐益) 서정훈(徐鼎勳) 서필원(徐必遠)
무과
서경은(徐慶殷) 서귀남(徐貴男) 서내원(徐來遠) 서대인(徐大仁) 서시현(徐時賢)
서인일(徐仁一) 서필후(徐必厚) 서행보(徐行輔) 서행진(徐行進) 서호인(徐好仁)
생원시
서경복(徐景福) 서규훈(徐奎勳) 서내석(徐來碩) 서내익(徐來益) 서병기(徐秉箕)
서상민(徐相民) 서상훈(徐尙勳) 서석록(徐錫祿) 서영로(徐榮老) 서응로(徐應魯)
서익(徐益) 서정민(徐廷民) 서희적(徐希積)
진사시
서경성(徐敬成) 서기도(徐基道) 서병규(徐秉奎) 서병덕(徐秉德) 서병호(徐秉浩)
서복일(徐福一) 서숭수(徐嵩壽) 서승교(徐承敎) 서영택(徐榮宅) 서필원(徐必遠)
율과
서경식(徐慶植) 서병숙(徐秉璹) 서응호(徐應浩) 서종건(徐終健) 서홍선(徐弘選)
서홍수(徐弘遂) 서홍적(徐弘迪) 서홍진(徐弘進)

## 본관
부여(扶餘)는 백제의 마지막 수도 사비성으로 660년(백제 의자왕 20)에 나당(羅唐) 연합군에 의해 백제가 멸망하면서 당나라에 예속되어 660년에 백제도호부, 665년에 웅진도독부의 산하에 들어가 우이현(隅夷縣)이 설치되었으나 나당전쟁에서 당나라가 패배해 신라에 예속되었다. 751년(경덕왕 10)에 이르러 부여현(扶餘縣)이라고 개칭되었다. 757년(경덕왕 16)에 부여군으로 고치고 웅주(熊州) 영현에 두었다. 1018년(고려 현종 9) 공주에 예속되었다가, 1172년(명종 2)에 감무(監務)를 두면서 독립하여 부여현으로 조선 말까지 유지되다가 1896년에 충청남도 부여군이 되었다.

## 사성 연원에 대한 학계 평가
1760년 부여서씨 대동보에는 다음과 같이 적고있다. 부여융은 의자왕의 아들로 태자에 책봉됐으나 나라가 망해 당나라에 호송됐다. 이어 당나라 고종이 본래의 성인 ‘부여(扶餘)’를 ‘서(徐)’로 바꾸어주고 웅진도독으로 삼아 본국으로 돌려보냈다.  이후 수세대(數世代)를 알지 못하다.
그러나 학계에서는 당 고종이 부여융에게 성을 부여씨에서 서씨로 바꾸어주었다는 내용에 대해 신빙성이 떨어진다고 평가한다. 부여융과 손녀 부여태비는 계속 부여씨를 썼고, 중국 역사서의 기록에 당 고종이 부여씨를 서씨로 고쳐 하사했다는 내용을 고증할 기록이 전혀 없기 때문이다. 중국 낙양의 북망산에서 출토된 융의 묘지석에는 ‘부여융(扶餘隆)’이라 쓰였고, 중국 산시성에서 발견된 의자왕의 손녀 묘지명에도 ‘부여태비(扶餘太妃)’라는 칭호가 쓰였다.
그럼에도 백제 왕족의 후손들이 ‘부여(扶餘)’ 씨에서 ‘서(徐)’씨로 성을 바꾸었을 것이란 주장에 대해서는 신빙성이 있다고 평가한다. 백제가 멸망한 뒤, 한반도에서 살아남았던 왕족은 신라의 지배 아래 사람들의 이목을 피해야 했을 것이기 때문이다. 그래서 백제의 왕족이‘부여(扶餘)’씨가 ‘부여(夫餘)’씨, 그리고 ‘서(徐)’씨로 글자를 변형시켰을 것이란 이야기다. 또한 남한산성의 온조왕 사당의 춘추향제를 관장하는 광주문화원에서도 부여서씨는 백제왕족 후손임을 분명히 밝히고 있으며, 남한산성 춘, 추향제에도 부여서씨 후손들이 초대받아 참석하고있다.

## 서씨 분파
몽어(夢漁) 서문중(徐文重) 서상공(徐相公)이 대구 서씨 보(大丘 徐氏 譜 – 1702년간) 서문에 이르기를 서씨(徐氏)는 애당초 두 관적(貫籍)이 없었는데 뒤에 8파로 나뉘었으니 이천(利川) 달성(達城) 대구(大丘) 장성(長城) 연산(連山) 남평(南平) 부여(扶餘) 평당(平當) 남양(南陽) 당성(唐城)이 이것이다. 그 분파된 이유인즉 문헌에 증거가 없어 알 수는 없으나 대개 이천(利川)의 선조는 아간공(阿干公) 서신일(徐神逸)이요. 대구(大丘)의 선조는 서한(徐閈)이요. 달성(達城)의 선조는 서진(徐晋)이요. 장성(長城)의 선조는 서능(徐稜 문하시중.종1품)이요. 연산(連山)의 선조는 서보(徐寶 연성군)요. 남평(南平)의 선조는 서린(徐鱗 대광내의령.종1품)이요. 부여(扶餘)의 선조는 서수손(徐秀孫)이요. 평당(平當)의 선조는 서준방(徐俊邦 형부상서.정3품)이요. 남양 서씨(南陽 徐氏)의 선조는 서간(徐趕)이요. 당성 서씨(唐城 徐氏)의 선조는 서득부(徐得富)이니 계파를 따져 보면 모든 서씨(徐氏)가 다 이천(利川)에서 나왔고 나머지 7관(七貫)은 곧 이천(利川)의 별파라 했다. 또 의성(義城) 김씨(金氏)의 족보를 보니 서씨(徐氏)의 선조(先祖)는 기자(箕子)로부터 나왔고 신라말년(新羅末年)의 서신일(徐神逸)이 있었고 고려초에 서목(徐穆)이 있었으니 이천서씨(利川徐氏)는 그 후손이요. 대구(大丘),봉성(峯城),남양(南陽),당성(唐城)이 이천에서 다 같이 나뉘었으니 서신일(徐神逸)의 후손이라 한다. 동국의 서씨(徐氏)는 모두 아간(阿干)을 선조로 함에 의심이 없고 또 몽어(夢漁) 서문중(徐文重)의 박식원견으로 반드시 고증을 거쳐서 그 족보 끝에 썼을 것으로 생각되어 우리 서씨(徐氏)가 타족(他族)과 다른 점이다.
1742년 이천 서씨(利川徐氏) 문중에서 간행된 족보인 《임술보》(壬戌譜) 서문에는 “무릇 나뭇가지가 천이라도 뿌리는 하나요, 물 갈래가 백이라도 근원은 하나이니 우리나라에 달성(達城), 대구(大丘), 부여(扶餘), 평당(平當), 장성(長城), 연안(延安), 전주(全州), 남평(南平), 남양(南陽), 당성(唐城)의 서씨(徐氏)중에 누가 아간공(阿干公)을 조상으로 해서 나뉜 자가 아니랴. 아간(阿干)공의 줄거리는 이천(利川)이다”라고 쓰여 있다. 부여 서씨는 이천 서씨와 본관이 다르며 이천써씨가 주장하는 부분에 대해서는 이미 아닌것으로 결론이 내려졌다.
이천 서씨(利川徐氏)의 족보 「계미보癸未譜(1763년)」 서문에 보면, 우리나라 서씨(徐氏)는 3관(貫)이 저명한데, 이천조(利川祖)는 아간(阿干) 서신일(徐神逸)이고 부여조(扶餘祖)는 백제의 온조왕(溫祚)이며, 달성조(達成祖)는 소윤(少尹) 서한(徐閈)이라고 했다. 이천 서씨(利川徐氏), 달성 서씨(達城徐氏), 부여 서씨(扶餘徐氏)는 이천서씨와 아무런 연관 관계가 없다

## 집성촌
충청남도 논산시 가야곡면이며, 삼전리, 강청리, 가늠작골, 두월리 에 부여서씨 재실(夫餘徐氏 齋室)이 있다.

## 같이 보기
- 의령 여씨
- 이천 서씨